# 구호기사단 치하의 몰타
구호기사단 치하의 몰타 또는 기사들의 시대(몰타어: Żmien il-Kavallieri)는 몰타섬과 고조섬이 구호기사단의 지배를 받았던 1530년부터 1798년까지의 시기를 말한다. 이 시기 몰타는 시칠리아 왕국의 봉신국이었으며, 1522년 구호기사단이 로도스섬을 잃은 후 카를 5세가 오늘날 리비아에 있는 트리폴리를 구호기사단에 양도했다. 구호기사단령 트리폴리는 1551년 오스만 제국이 점령했지만, 1565년 오스만 제국이 몰타를 점령하려는 시도는 실패로 끝났다.
1565년 공방전 이후, 구호기사단은 몰타에 영구적으로 거주하기로 결정했고, 새로운 수도 발레타를 건설하기 시작했다. 이후 2세기 동안 몰타는 황금기를 맞이했는데, 예술과 문학이 발달했고 전반적으로 몰타 사회가 개선되었다. 17세기 중반이 되어서, 몰타는 카리브해 일대에도 식민지를 보유하게 되었다.
1770년대부터 몰타는 쇠퇴하기 시작했으며, 1792년 프랑스 혁명 이후 쇠약해졌다. 1798년 나폴레옹 보나파르트가 이끄는 프랑스군이 몰타를 침공하여 구호기사단을 쫓아냄으로써 프랑스의 몰타 점령기가 시작되었다. 몰타인들은 프랑스군에 맞서 저항했고, 1800년 몰타는 영국의 보호령이 되었다. 1802년 아미앵 조약에 따라 몰타는 구호기사단에게 반환될 예정이었으나 영국군은 몰타에 계속 주둔했고, 1814년 결국 파리 조약을 통해 영국의 식민지가 되었다.

## 16세기

### 초기
1522년 오스만 제국이 구호기사단의 본부가 있는 로도스섬에서 구호기사단을 축출했다. 7년여간 유럽 이곳저곳을 떠돌아다닌 끝에, 1530년 카를 5세가 시칠리아의 왕으로서 몰타섬과 고조섬, 그리고 아프리카 북부의 트리폴리를 구호기사단에게 종신의 영지로 주었고, 그 대가로 위령의 날에 왕의 대표인 시칠리아 부왕에게 몰타의 매를 매년 거두어가기로 했다.
구호기사단은 처음에 비르구에 정착해 수도로 삼았다. 고대의 요새였던 카스트룸 마리스는 세인트안젤로 요새로 개조되었고, 마을의 방어시설이 강화되었으며, 새로운 건물들이 다수 건축되었다. 구호기사단은 몰타에 정착하자마자 고유 통화를 발행했다.
구호기사단은 무슬림, 특히 바르바리 해적들을 상대로 계속 활동을 이어갔다. 구호기사단이 보유한 선박이 몇 척밖에 안되었는데도, 이들의 활동은 구호기사단이 다시 정착하기를 원하지 않았던 오스만 제국을 분노하게 했다. 1551년 7월 오스만 제국은 세인트안젤로 요새와 므디나를 점령하려고 시도했지만 병력이 열세였고, 며칠 뒤 고조섬을 침공했다. 오스만 제국은 트리폴리로 항해해 그곳을 8월에 점령했다. 이 일련의 공격 이후, 구호기사단은 고조섬의 인구를 늘리려고 했으며 그랜드하버의 요새들을 강화했다. 생엘모 요새와 생미카엘 요새와 같은 몇몇 요새들이 지어졌고, 생미카엘 요새 근처에 생글레아라는 마을이 지어졌다.
1551년부터 1556년 사이 몰타에 토네이도가 왔는데, 구호기사단의 갤리 4척을 파괴하고 600명의 사람이 죽었다. 이 재해는 몰타에서 발생한 것 중 가장 규모가 크며, 역사상 가장 치명적인 토네이도 중 하나였다.
1553년 카를 5세는 구호기사단에 튀니지에 있는 마디아를 주려고 했다. 그러나 구호기사단의 위원회는 유지하기에 너무 비용이 많이 들 것이라고 결정해, 구호기사단은 이 도시를 받는 것을 거부했다. 카를 5세는 시칠리아 부왕이었던 후안 데 베가에게 무슬림이 도시를 점령하는 것을 막기 위해 도시를 파괴할 것을 지시했다.  데 베가는 도시를 파괴했으나, 구호기사단이 도시를 받는 것을 거부한 것에 대한 복수로 몰타로의 밀 수출을 금지했다. 이에 맞서기 위해 클로드 드 라 셍글은 공학자 빈센초 보고를 몰타로 불러 방앗간을 개조하여 몰타인들이 굶어죽지 않게 했다. 조반니 프란체스코 아벨라와 같은 작가들은 1561년 베르비아 전투 이후 구호기사단이 몰다비아 공국에 괴뢰국가를 얻었을 것이라고 주장하는데, 몰타 원주민인 이아콥 헤라클레드가 몰다비아를 1563년까지 통치했다. 그들의 평가는 여전히 논쟁의 여지가 있다.

### 몰타 공방전과 그 후
1565년 술레이만은 700명의 기사와 8,000명의 군사를 포위하고 기사단을 쫓아내어 유럽에 다시 공격을 가할 수 있는 새로운 기지를 얻기 위해기 위해 몰타에 약 40,000명의 병력을 파견했다. 처음에 전투는 로도스 전투처럼 구호기사단에게 안 좋은 상황으로 진행되었다. 대부분의 도시들은 파괴되었고 기사의 반 정도가 죽었다. 8월 18일, 포위된 자들의 상황은 더욱 악화되었다. 나날이 숫자가 줄어들고, 그들은 긴 방어선을 유지하기에는 너무 약해지고 있었다. 그러나 발레트의 부하들이 비르구와 셍글리아를 포기하고 세인트안젤로 요새로 철수하자고 제안했을 때, 단장 장 파리조 드 라 발레트는 거절했다.

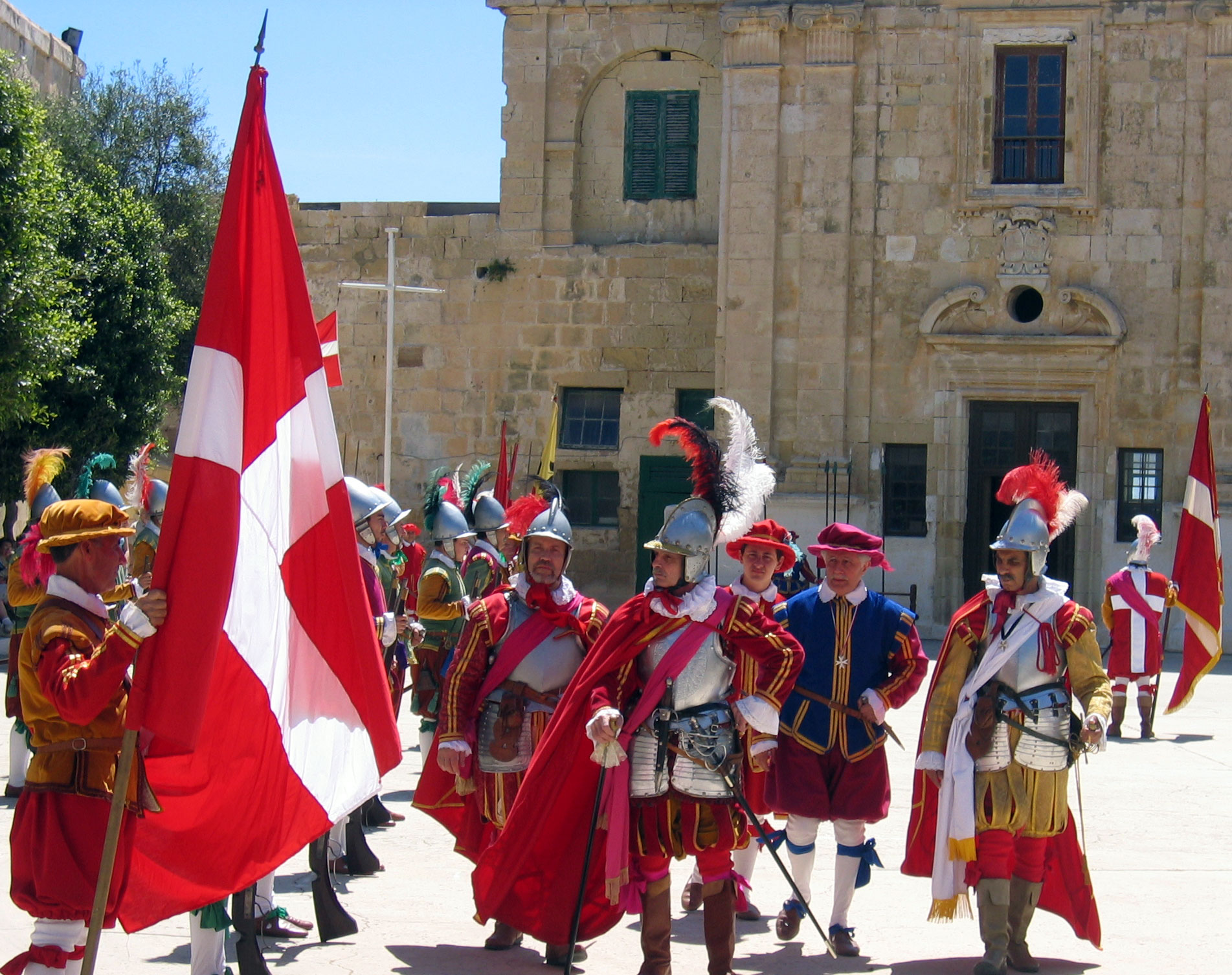
2005년 생엘모 요새에서 기사단이 군사훈련 재현 중이다.

8월 23일, 포위군들은 마지막으로 또 다른 대규모 공격을 감행했다. 심지어 부상자들도 방어에 참여할 정도로, 오스만군은 공방전에서 가장 큰 어려움을 겪으며 후퇴했다. 그러나 오스만군은 필사적이었다. 생알모 요새를 제외하고 요새는 여전히 온전했다. 수비대는 밤낮으로 방어선을 수리했고, 오스만군의 몰타 점령은 점점 더 불가능해 보였다. 붐비는 숙소에 있던 많은 오스만군은 끔찍한 여름 몇 달 동안 병에 걸렸다. 탄약과 식량이 부족해지기 시작했고, 오스만 군대는 공격의 실패와 손실로 인해 점점 더 낙담하고 있었다. 6월 23일 오스만 함대의 해군 제독이자 해적인 숙련된 사령관 트라구트의 죽음은 오스만군에게 심각한 타격이었다. 오스만군 사령관인 피얄레 파샤와 무스타파 파샤는 부주의했다. 그들은 단 한 번만 유효하게 사용한 거대한 함대를 가지고 있었다. 그들은 아프리카 해안과의 통신을 소홀히 했고, 시칠리아의 증원군을 감시하고 요격하려 하지 않았다.
9월 1일 오스만군은 그들의 마지막 노력을 기울였지만, 군의 사기는 심각하게 악화되었고 공격은 미약했다. 포위된 사람들은 이제 구출의 희망을 보기 시작했다. 당황하고 우유부단한 오스만군은 멜리에사만에 시칠리아 지원군이 도착했다는 소식을 들었다. 병력이 매우 작다는 것을 알지 못한 채, 오스만군은 포위를 깨고 9월 8일 떠났다. 몰타 공방전은 기사단이 결정적인 승리를 거둔 마지막 전투였을 것이다.

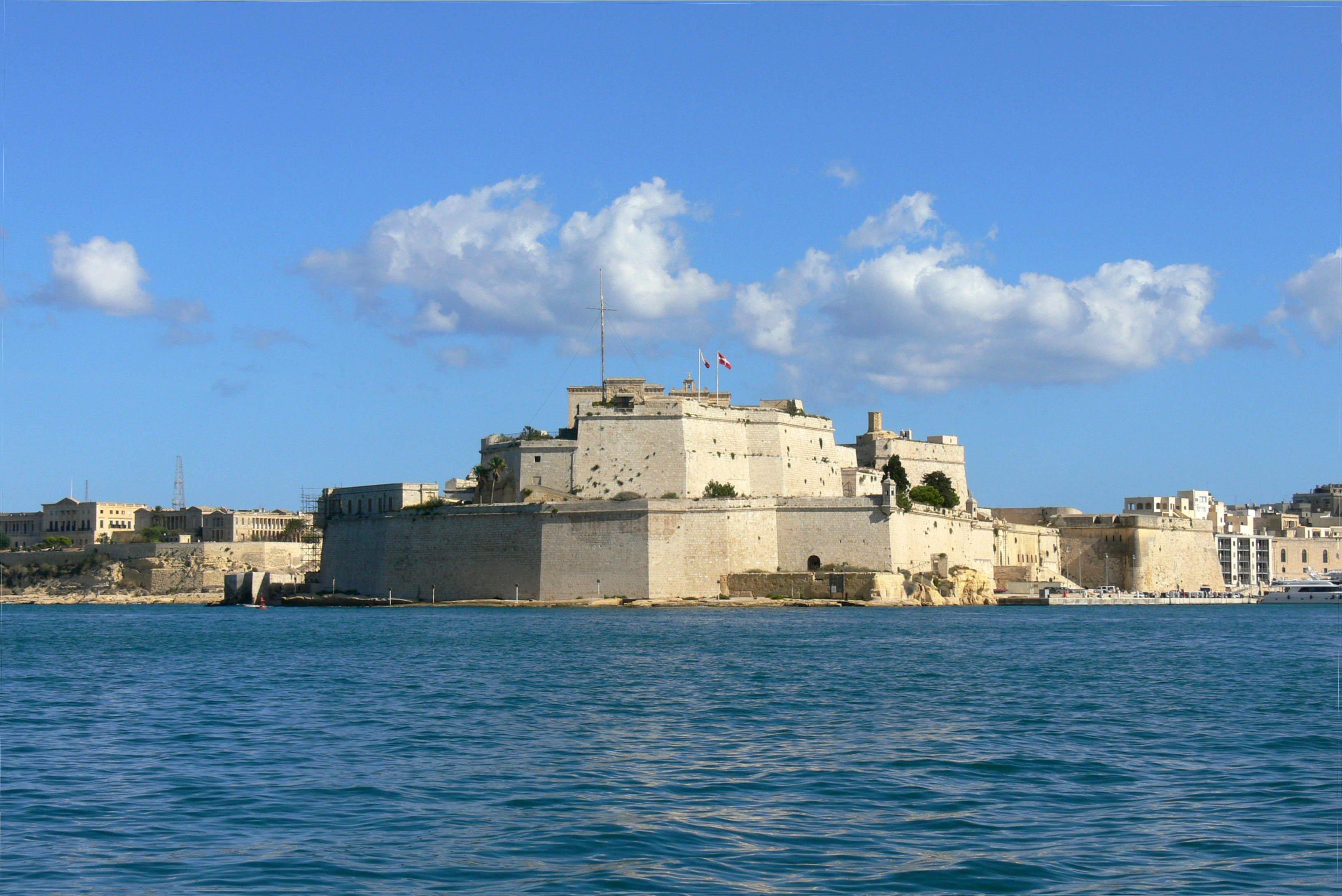
세인트안젤로 요새의 전경.

오스만 제국이 떠날 때, 구호기사단에는 겨우 600명의 병사들이 무기를 소지할 수 있었다. 가장 신뢰할 수 있는 추정치는 오스만 군대의 수를 약 40,000명으로 추정하며, 그 중 15,000명만이 콘스탄티노폴리스로 돌아왔다. 이 포위전은 발레타 구호기사단 총장궁의 성 미카엘과 성 게오르기우스 홀에 있는 마티오 페레스 달레치오의 프레스코화에 생생하게 묘사되어 있다. 페레스 달레치오가 1576년에서 1581년 사이에 유화로 그린 원본 모델로 중 4개는 런던 그리니치에 있는 퀸스 하우스의 큐브룸에서 찾을 수 있다.
포위전 이후 새로운 도시가 건설되었는데, 이 도시는 포위전을 견뎌낸 총장을 기리기 위해 발레타라고 이름 붙여졌다. 1571년 기사단의 본부가 되었고 오늘날까지 몰타의 수도로 남아 있다.
1574년, 교황 그레고리오 13세가 피에트로 두시나를 구호기사단 총장과 주교 사이의 중재자로 보냈을 때 로마 종교재판소가 몰타에 설립되었다. 이 종교재판소는 팔레르모 주교가 운영하던 몰타의 오래된 중세 종교재판소를 대체했다.
1581년 기사단 총대주교청과 총장 장 드 라 카시에르 사이에 위기가 있었다. 이것은 라 카시에르가 세인트안젤로 요새에 감금되고 기사 마투랭 로마가스가 총장으로 선출되는 반란으로 확대되었다. 교황 그레고리오 13세는 분쟁을 해결하기 위해 가스파레 비스콘티를 파견하였고, 라 카시에르와 로마가스는 이 사건을 설명하고 변론하기 위해 로마로 소환되었다. 로마가스는 로마에 도착한 지 1주일 만에 사망했고, 라 카시에르는 다시 총장 직위로 복귀했다. 그러나 그 역시 로마에서 한 달 만에 사망함으로써 분쟁은 종결되었다. 1582년 1월, 위그 루벤스 드 베르달레가 총장으로 선출되었다.

## 17세기

### 주요 계획

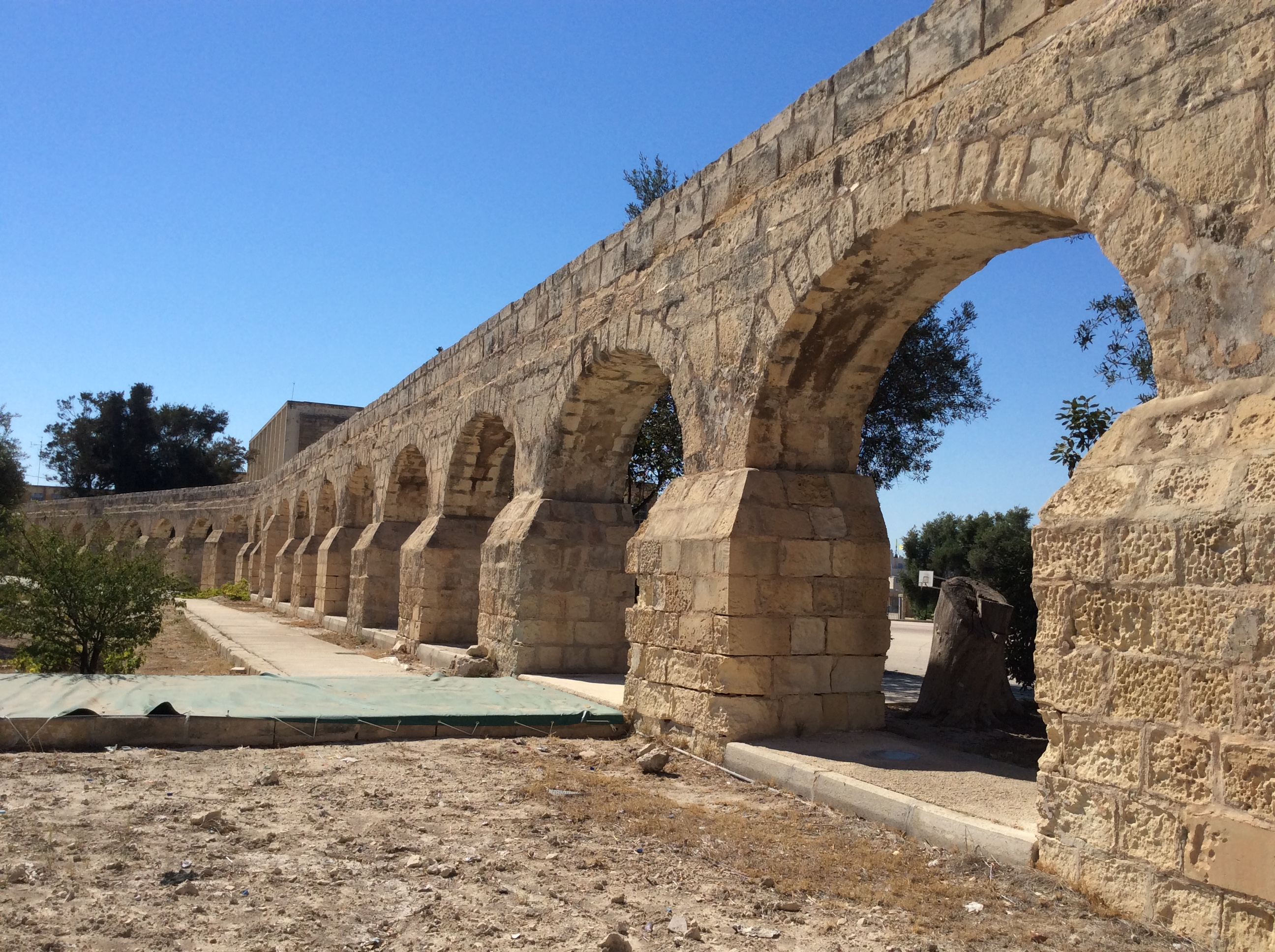
비르키르카라의 위냐쿠르 수도교.

1610년에서 1615년 사이에 딩글리와 라바트에서 수도 발레타로 물을 운반하기 위해 위냐쿠르 수도교가 건설되었다. 이 수도교는 20세기 초까지 사용되었으며, 대부분의 아치가 여전히 남아 있다.
17세기 내내 몰타의 요새도 개선되었다. 고조섬의 치타델라의 많은 부분은 1599년에서 1622년 사이에 완전히 재건되었다. 그랜드 하버 지역은 1630년대와 1640년대에 발레타의 육지 전선과 비르구와 셍글레아의 육지 전선을 에워싸는 플로리아나선과 산타 마르게리타선의 건설로 강화되었다. 이후 1670년에서 1680년 사이에 산타 마르게리타선 주변에 코토네라선이 건설되었다. 자금 부족으로 인해, 산타 마르게리타선과 코토네라 선은 완공되기 전까지 여러 해 동안 미완성 상태로 남아 있었다. 17세기 말에는 생엘모 요새와 세인트안젤로 요새가 강화되었고, 그랜드 하버의 입구를 보호하기 위해 리카솔리 요새도 건설되었다.

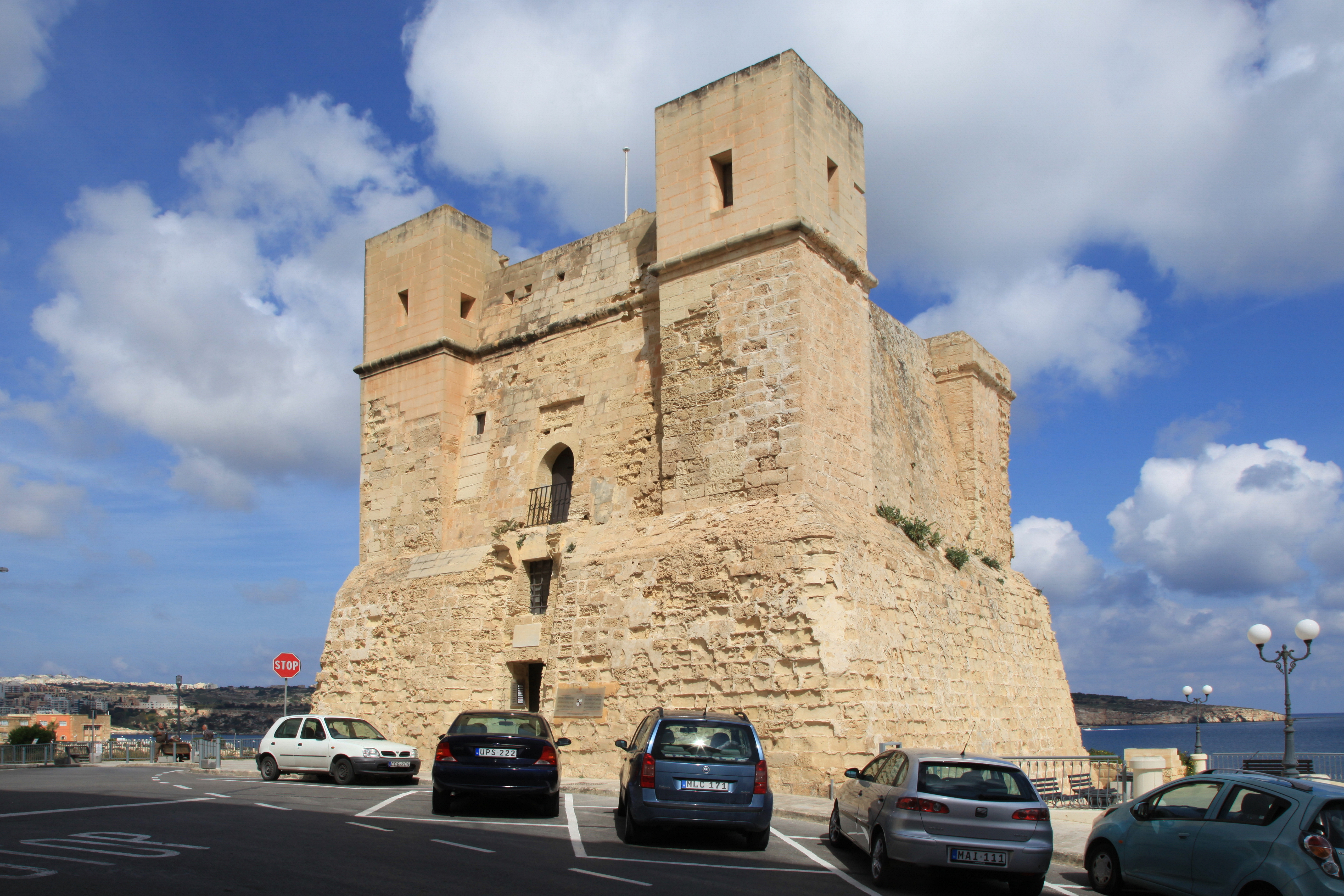
위냐쿠르 탑은 몰타에 남아있는 가장 오래된 감시탑이다.

항구 지역의 중요한 요새에도 불구하고, 17세기 초까지 남아있는 해안선의 대부분은 여전히 무방비 상태였다. 1605년, 가르제스 탑이 고조 섬에 지어졌다. 이후 알로프 드 비냐쿠르는 6개의 보루 감시탑인 위냐쿠르 탑을 건설함으로써 해안 요새를 계속 업그레이드했다. 총장 라스카리스의 통치 기간 동안, 많은 작은 탑들도 세워졌다. 그의 후계자 마틴 드 레딘은 다시 한번 비슷한 탑들을 세웠다. 마지막으로 지어진 해안 탑은 1667년 니콜라스 코토너가 통치하던 시기에 지어진 이소푸 탑이었다.
1693년, 지진은 몰타의 많은 건물들, 특히 이전의 수도인 므디나에 피해를 입혔다. 노르만인의 몰타 점령기에 지어진 산파울로 성당은 이후 철거되었고 1697년부터 바로크 양식의 대성당이 건립되었다.
17세기와 18세기 초, 구호기사단의 해군은 황금기였다. 구호기사단은 1644년 9월 28일 해전이나 제3차 다르다넬스 해전과 같이 보통 다른 유럽 해군들과 함께 오스만 제국과 해전을 벌였다. 구호기사단 해군은 돈 후안 데 아우스트리아의 지휘 하에 레판토 해전에도 참여했다. 또한 1700년대 초까지 해적질은 몰타 경제의 중요한 부분을 담당했다.

### 식민지 개척

몰타 십자는 생바르텔레미의 문장에 남아있는데, 이는 구호기사단이 이 지역을 식민지화한 것의 유산이다.

구호기사단은 17세기에 아메리카 식민지화에 나서기도 했다. 구호기사단은 1651년 5월 21일 카리브해에 있는 생바르텔레미, 생트크리스토퍼, 세인트크로이, 세인트마틴섬을 얻었다. 이들은 막 해체된 아메리카제도 회사로부터 매입되었다. 기사단은 필리프 드 롱빌리에 드 푸앵시가 죽을 때까지 그의 통치하에 섬을 지배했다. 그리고 1665년에 4개의 섬들은 프랑스 서인도 회사에 매각되었다. 이것은 지중해 밖에서 기사단의 영향력에 종말을 고했다.

## 18세기

### 1700년대 초부터 핀토 집권기까지
스페인 왕위계승전쟁이 끝난 후, 1713년 위트레흐트 조약으로 시칠리아는 사보이아 공작에게 주어졌고, 사보이아 공국이 몰타의 새로운 주권자가 되었다. 7년 뒤인 1720년 헤이그 조약을 통해 시칠리아와 나폴리는 다시 카를 6세에게 되돌아왔다. 1735년 폴란드 왕위계승전쟁 당시 카를로스 6세는 오스트리아군을 격파하고 시칠리아와 나폴리의 왕이 되었다.
1714년부터 몰타섬과 고조섬의 해안에는 52개의 포대와 보루가 체계적으로 구축된 몇몇 참호와 함께 건설되었다. 18세기 당시 다른 주요 요새에는 1749년부터 1760년대까지 지어진 샴브레 요새가 있으며, 1792년부터 1795년까지 지어진 티그네 요새가 있다.
18세기 동안 바로크 건축은 몰타에서 인기가 있었다. 이것은 포르투갈인이었던 안토니오 마노엘 데 빌헤나와 마누엘 핀토 다 폰세카 총장과 관련이 있다. 데 빌헤나의 통치 기간 동안, 므디나는 바로크 양식으로 크게 개조되었다. 데 빌헤나의 통치 기간 동안 지어진 다른 중요한 바로크 건축물로는 마노엘 요새와 마노엘 극장이 있다. 또한 이 시대를 전후하여 플로리아나 마을이 플로리아나선과 발레타 사이에 개발되기 시작했고, 구호기사단 총장은 플로리아나에 보르고 빌헤나라는 칭호를 내렸다. 1741년부터 1773년까지 지속된 핀토의 통치 기간 동안, 바로크 양식은 여전히 강력했다. 이 시대의 대표적인 건물로는 오베르주 드 카스틸과 발레타 해안가가 있다.

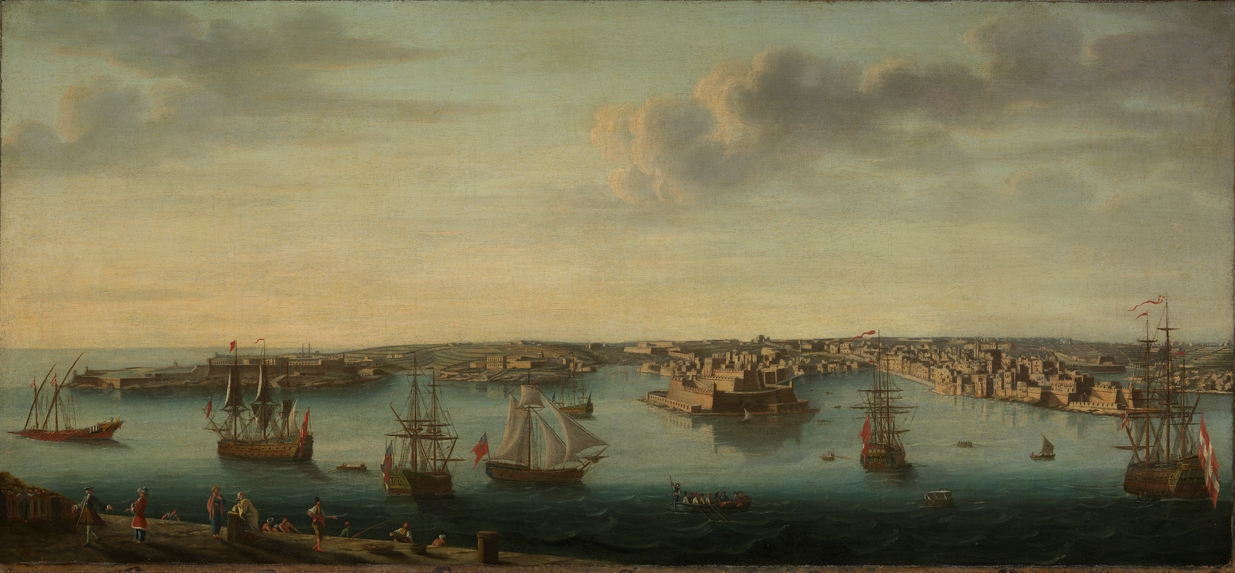
1750년 그랜드하버.

1749년에는 오스만 제국 출신 노예들이 반란을 일으켜 핀토를 암살하려던 노예들의 음모가 있었다. 그러나 이것은 그들의 계획이 기사단에 누설되었기 때문에 시작 전에 억제되었다. 1753년, 핀토는 몰타에서 구호기사단의 주권을 선언했고, 카를로스 3세 치하의 시칠리아 왕국과 분쟁이 시작되었다. 결국 1년 후인 1754년 11월 26일 시칠리아 왕국과 구호기사단이 정상적인 관계로 돌아오면서 분쟁은 종결되었다. 그럼에도 불구하고 시칠리아는 더 이상 몰타 섬에 대한 어떠한 통제권도 갖지 못했고, 몰타는 사실상 주권 국가가 되었다.

### 쇠퇴와 멸망
18세기의 마지막 30년 동안, 구호기사단은 꾸준히 쇠퇴했다. 이는 핀토의 사치스러운 통치의 결과 기사단의 재정이 고갈된 파산을 포함한 여러 요인들로 인한 결과였고, 이로 인해 몰타인들에게 구호기사단은 인기가 없었다. 1775년에는 프란시스코 시메네스 데 테하다 총장에 맞서 주교들의 봉기가 있었다. 반란군은 생엘모 요새와 세인트제임스 캐벌리어 요새를 점령했지만, 반란은 진압되었고 일부 지도자들은 처형되었고 다른 지도자들은 투옥되거나 추방되었다.
1792년, 프랑스 혁명으로 인해 프랑스에 있는 구호기사단의 소유권이 프랑스에 의해 빼앗겼고, 이미 파산한 구호기사단을 더 큰 금융위기로 몰아넣었다. 1798년 6월 나폴레옹이 몰타에 상륙했을 때, 구호기사단은 긴 포위를 견뎌낼 수 있었지만, 그들은 거의 싸우지 않고 섬을 넘겨주었다. 이로서 구호기사단의 몰타 통치는 종식되었으며, 1800년까지 프랑스가 몰타를 점령하게 된다.

## 여파
1798년 6월 프랑스군이 몰타를 점령한 이후, 나폴레옹은 약 4,000명의 병력을 몰타에 남겨두었다. 몰타에 주둔한 프랑스군의 사령관은 클로드 앙리 벨그랑 드 보부아였고, 나폴레옹은 6월 19일 알렉산드리아로의 출정을 위해 몰타를 떠났다. 프랑스군은 빠르게 로마 가톨릭 교회를 비롯한 성요한 기사단의 여러 기관들을 해체했고, 이집트 원정 비용을 지불하기 위해 교회 재산을 약탈하고 압류했다. 이는 몰타인들의 분노를 불러일으켰고, 결국 1798년 9월 2일, 국민의회대대가 결성되어 몰타섬 전역에서 반란이 일어났다. 다음 날인 9월 3일에는 고조섬에도 반란이 일어났고 고조섬 주민들은 시칠리아 왕 페르디난도 5세를 왕으로 섬기는 고조국을 건립했다. 1800년 결국 영국의 지원을 받은 몰타 반란군은 프랑스군을 몰타에서 축출했다. 몰타는 영국의 보호령이 되었고 아미앵 조약은 몰타섬과 고조섬을 구호기사단에게 돌려주어야 한다고 명시했지만, 아무것도 실현되지 않았다. 새 총장 조반니 톰마시가 발레타에 있는 총장궁을 돌려줄 것을 영국 시민청장 알렉산더 볼에게 요구했을 때, 볼은 영국이 몰타의 독립을 인정하지 않는 일부 열강들이 여전히 몰타의 독립을 인정하고 있지 않기 때문에 이 섬에 병력을 계속 주둔시킬 수 있는 권한을 부여받았으며, 총장궁은 비워둘 수 없다고 대답했다.
1813년 몰타는 영국의 식민지가 되었고, 1814년 파리 조약에서 이를 인정받았다. 한편, 구호기사단은 인도적, 종교적 대의로 방향을 틀었다. 1834년 구호기사단은 "성 요한의 예루살렘과 로도스와 몰타의 주권 구호기사수도회"(줄여서 몰타 기사단)로 명칭을 변경해 로마에 있는 옛 대사관인 팔라초 몰타를 본부로 삼고 지금까지 활동을 이어가고 있다.

## 같이 보기
- 구호기사단 치하의 로도스
- 시칠리아 왕국